# The Last Rocket
The Last Rocket è il primo e, ad oggi, ultimo album in studio da solista del rapper statunitense Takeoff, pubblicato il 2 novembre 2018 dalla Capitol Records, Quality Control e Motown Records. L'album vede le collaborazioni di Quavo e Dayytona Fox.

## Accoglienza
| Recensione   | Giudizio |
| ------------ | -------- |
| Metacritic   | 82/100   |
| Exclaim!     | 8/10     |
| Highsnobiety | 1,5/5    |
| HipHopDX     | 3,9/10   |
| NME          |          |
| Pitchfork    | 7,7/10   |
| XXL          | 4/5      |

## Performance commerciale
L'album ha debuttato alla quarta posizione nella Billboard 200 vendendo 49 000 copie.
Inoltre due brani dell'album si sono classificati nella Billboard Hot 100: Last Memory alla cinquantaquattresima posizione e Casper alla novantanovesima.

## Tracce
1. Martian – 3:08
2. She Gon Wink (feat. Quavo) – 3:36
3. None to Me – 2:31
4. Vacation – 2:49
5. Last Memory – 2:42
6. I Remember – 2:59
7. Lead the Wave – 3:25
8. Casper – 3:17
9. Insomnia – 2:44
10. Infatuation (feat. Dayytona Fox) – 3:41
11. Soul Plane – 3:18
12. Bruce Wayne – 3:47

## Classifiche

### Classifiche di fine anno
| Classifica (2018)         | Posizione massima |
| ------------------------- | ----------------- |
| Belgio (Fiandre)          | 69                |
| Belgio (Vallonia)         | 108               |
| Canada                    | 8                 |
| Irlanda                   | 62                |
| Lettonia                  | 27                |
| Norvegia                  | 24                |
| Paesi Bassi               | 29                |
| Regno Unito               | 42                |
| Stati Uniti               | 4                 |
| Stati Uniti (R&B/Hip-Hop) | 2                 |
| Svezia                    | 51                |
| Svizzera                  | 83                |